# Michaela Andörfer
Michaela Christine Andörfer (Sr. Maria Michaela von der Allerheiligsten Dreifaltigkeit; * 25. Oktober 1928 in Cottbus; † 26. September 2014 in Berlin) war eine römisch-katholische Ordensschwester und langjährige Generaloberin der Hedwigschwestern.

## Leben
Michaela Andörfer wuchs in Döbern als Tochter eines aus Böhmen zugewanderten Tafelglasschleifers auf. Hier lernte sie auch die Ordensgemeinschaft der Hedwigschwestern kennen, die eine Niederlassung in Döbern hatten. Am 13. Juni 1950 wurde sie im Mutterhaus des Ordens in Berlin-Wannsee eingekleidet und legte 1957 die Ewige Profess ab.
Ihre Ausbildung erhielt sie in Musik, Montessori-Pädagogik und in handwerklichen Tätigkeiten, die sie in der Arbeit mit geistig und lernbehinderten Kindern umsetzte. Am Aufbau des heilpädagogischen Kinderheimes Sancta Maria und der zugehörigen Schule in Berlin-Wannsee hatte sie entscheidenden Anteil.
Im Jahr 1969 wurde sie auf dem ersten Generalkapitel der Hedwigschwestern nach dem Zweiten Weltkrieg zur Generaloberin gewählt und übte dieses Amt bis 2005 aus.
1986 übernahm sie auf Anfrage des Berliner Senats die Betreuung einer Gruppe HIV-infizierter Kleinstkinder, als andere Einrichtung angesichts der allgemeinen Verunsicherung gegenüber der Erkrankung ein solches Engagement noch ablehnten.
Am 9. September 1998 wurde sie mit dem Bundesverdienstkreuz am Bande ausgezeichnet.
Von 2011 bis zu ihrem Tod übernahm sie als Provinzialoberin der deutschen Provinz der Hedwigschwestern erneut Leitungsverantwortung.
Ihre letzte Ruhestätte fand sie auf dem Waldfriedhof Zehlendorf.